# 찰리 채플린

찰리 채플린의 서명

찰스 스펜서 "찰리" 채플린 경(영어: Sir Charles Spencer "Charlie" Chaplin, KBE, 문화어: 챨리 챠플린, 1889년 4월 16일 ~ 1977년 12월 25일)은 영국의 배우, 코미디언, 영화 감독이자 음악가로 무성 영화 시기에 크게 활약한 인물이다. 그는 그의 캐릭터라 할 수 있는 '리틀 트램프' 캐릭터를 통해 전세계적 아이콘이 되었으며 이 캐릭터는 영화 산업계 역사상 가장 중요한 캐릭터로 인식된다. 그는 6살 때인 1895년부터 사망하기 1년 전인 1976년까지 81년을 활동했으며 그동안 수많은 찬사와 비난을 받아왔다.
런던에서 채플린은 어린 시절 동안 가난과 고난을 겪었다. 그의 아버지가 집을 나가고 어머니가 힘들게 살림살이를 하면서 채플린은 9살이 되기 전까지 보육원에 2차례 보내졌다. 14살에 되던 해에는 어머니가 정신병원에 수용되었다. 채플린은 5살 때 처음 무대에 섰으며 10살 때 극단에 들어가서 어린 시절부터 뮤직홀에서 연기를 시작하였으며 크면서 무대에서 코미디언으로 활동하였다. 19살에 그는 프레드 카노의 극단에 들어갔으며 1912년(23살)에 영화제작자가 미국으로 초청하면서부터 할리우드에 정착하게 되었다. 채플린은 할리우드에서 코미디 분야로 유명하였던 맥 세넷(Mack Sennett)의 키스톤 스튜디오에 발탁되고, 그는 처음으로 《생활비 벌기》 (1914)에 출연하게 된다. 곧이어 그는 자신의 캐릭터인 '리틀 트램프'를 선보이게 되고 많은 팬들을 형성하게 되었다. 채플린은 초기에 출연하던 영화부터 감독을 맡기 시작하였고 이후 그는 키스톤에서 에사네이, 뮤츄얼, 퍼스트 내셔널까지 감독을 맡아 왔다. 1918년에 채플린은 세계에서 가장 유명한 배우들 중 한 명이 되었다.
1919년에 메리 픽퍼드, 더글러스 페어뱅크스, D. W. 그리피스와 함께 공동으로 유나이티드 아티스츠를 설립한 그는 자신의 영화를 혼자 찍을 수 있는 조건을 마련하게 되었다. 그의 최초의 장편 영화인 《키드》 (1921)을 찍은 후 채플린은 UA에서 《파리의 여인》 (1923), 《황금광시대》 (1925), 《서커스》 (1928)를 찍으면서 왕성한 활동을 하게 된다. 1920년대에 출연한 유성 영화에 대해 혐오해하였던 그는 이어 《시티 라이트》 (1931), 《모던 타임스》 (1936)을 무성 영화로 촬영한다. 이후 정치적으로 민감한 문제에 귀를 기울이기 시작한 그는 아돌프 히틀러를 풍자한 《위대한 독재자》 (1940)를 발표하였다. 1940년대에 각종 스캔들과 논쟁에 연루되면서 채플린의 인기는 추락하게 되었고 채플린은 공산주의자의 사상에 동의하였다는 의심을 받게 된다. 1952년에 FBI는 그의 미국 입국을 금지시켰으며 채플린은 스위스로 자리를 잡게 된다. 그는 말년에 '리틀 트램프' 연기를 그만두고 새로운 역할들을 하게 되었는데 이 때 영화들은 《무슈 베르두》 (1947), 《라임라이트》 (1952) 등이 있다.
채플린은 대부분의 영화를 감독하고 각본을 썼으며, 제작, 편집, 주연, 그리고 음악까지 맡았다. 그는 자신의 영화에 대해 완벽주의를 고집하였으며 UA를 설립하면서 행한 재정적 독립은 이후 그의 영화가 영화사에서 창조적인 작품으로 기억되게 하였다. 그의 영화는 비애감이 결합한 슬랩스틱 코미디가 특색을 이루고 있으며 내용에는 자신의 자전적 모습이 그려져 있다. 1972년에 아카데미상은 "지난 세기동안 그가 만든 헤아릴 수 없는 기법들이 이후 영화 예술에 영향을 끼쳤다"는 이유로 그에게 공로상을 수여하였다. 그의 영화들은 대부분 위대한 영화 순위에 항상 오르며 1999년 미국 영화 연구소는 그를 미국에서 가장 위대한 배우 50명에서 남자배우 순위 중 10위에 선정하였다.

## 생애

### 생애 초기

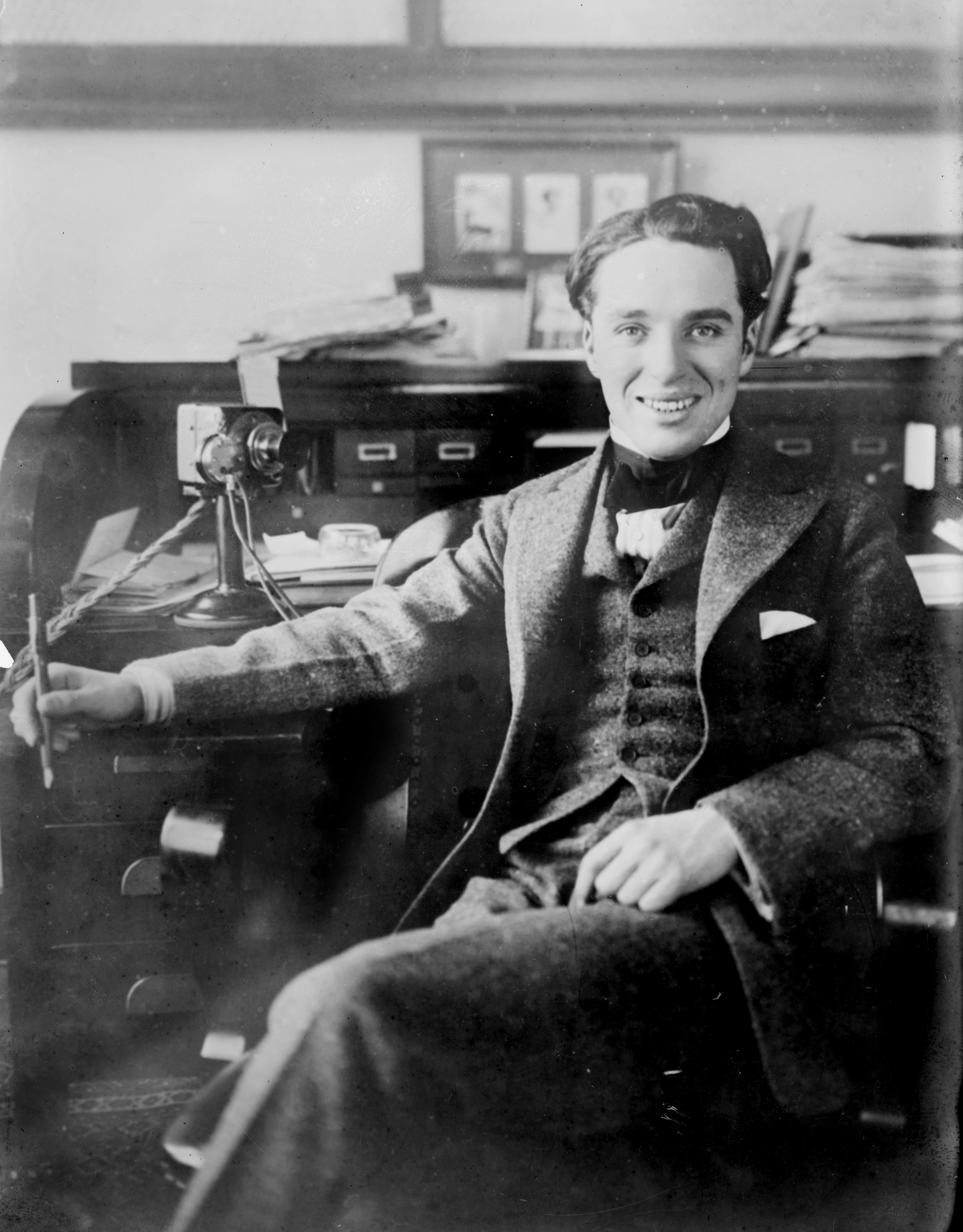
1910년대의 찰리 채플린

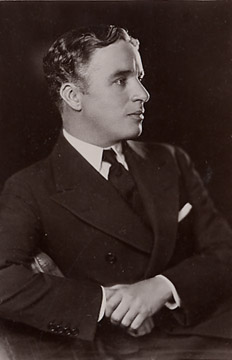
1920년대의 모습

채플린은 1889년 4월 16일 런던에서 태어났다. 부모는 뮤직홀에서 공연하는 가수이자 배우였다. 채플린이 3세가 되던 해 부모가 이혼하였으며 이후 어머니와 함께 여러 곳을 이사하며 자랐다. 채플린은 부모로부터 노래를 배웠으며, 할머니가 집시의 자손이라는 점을 자랑스럽게 생각했다. 한편으로는 "우리 가족은 언제나 뼈대만 앙상했다"고 어려웠던 시절을 회상하였다. 찰리 채플린의 아버지는 알코올 의존증이 있었으며 다른 여성과 결혼하였으나 그마저 오래가지 못했고, 채플린의 이복 형제는 병든 어머니를 모시고 힘든 생활을 하여야 하였다. 1901년 그의 아버지는 결국 알코올 의존증으로 인해 사망하였다.

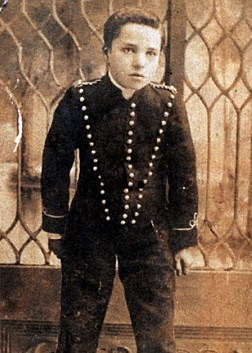
연극 셜록 홈즈에서 10대 시절의 찰리 채플린

어머니가 다시 가수 생활을 하게 되자 찰리 채플린은 워크하우스로 보내졌다. 채플린은 아주 어렸을 때부터 뮤직홀의 아역 배우로 무대에 섰는데 이는 그의 인생에 큰 영향을 주었다. 훗날 채플린은 어머니를 할리우드로 불러 같이 살았다. 채플린의 어머니는 1928년 사망하였다.

### 배우 시절
1910년부터 1912년까지 찰리 채플린은 자선 단체인 오드 펠로우 독립기사단에 함께 가입하고 있었던 프레드 카노와 함께 미국 순회 공연에 나섰다. 채플린과 카노는 1910년에 5개월 동안 순회를 마친뒤 영국으로 돌아갔다가 1912년 다시 미국으로 향했다. 순회 공연동안 채플린은 뒷날 스텐 로렐로 널리 알려진 희극 배우 아서 스탠리 제퍼슨과 한 방을 썼다. 순회 공연이 끝난 후 로렐은 영국으로 돌아갔으나 채플린은 미국에 체류하였다.

#### 키스톤 스튜디오시절

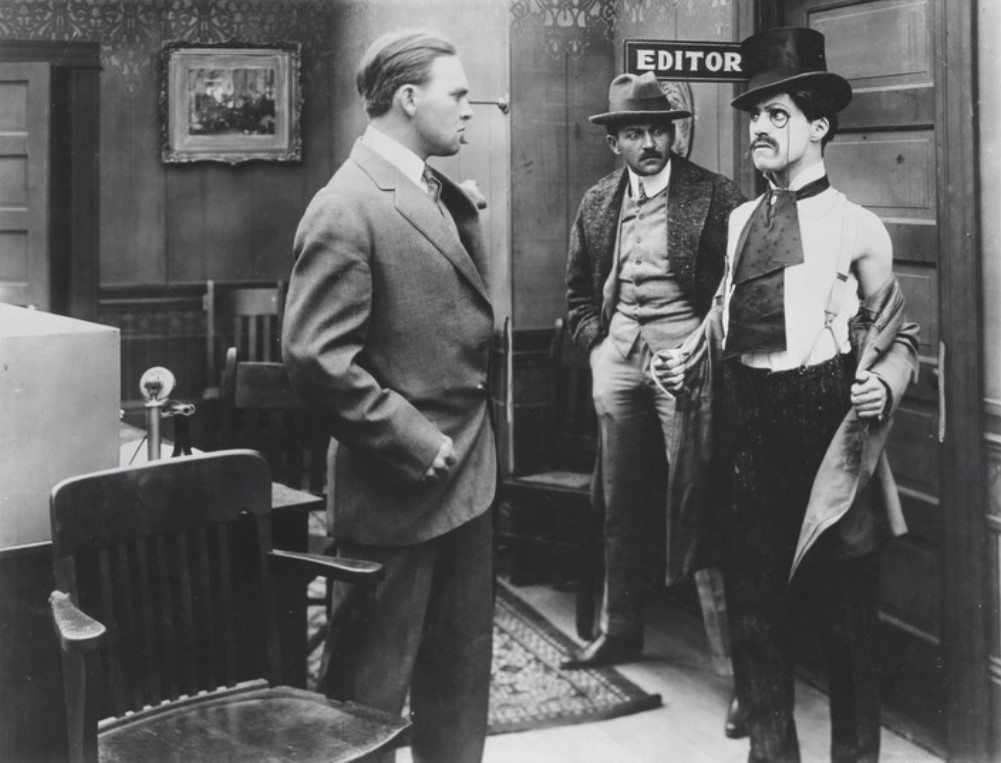
1914년 희극 영화에 출연한 채플린

카노와 채플린의 연기는 맥 세넷과 같은 코미디 영화 제작자의 눈에 들었다. 맥 세넷은 채플린을 자신의 영화사 키스톤의 배우로 채용하였고 슬랩스틱 코미디 영화 《생활비 벌기》(영어: Making a living, 1914년 왼쪽의 사진)를 제작하였다. 그러나 영화는 흥행에 실패하였다. 맥 세넷은 채플린을 계속 고용하여야 할지 심각하게 고민하였다. 함께 영화 제작에 참여하였던 배우 마벨 노르만이 세넷을 설득하여 채플린은 다시 한 번 기회를 잡을 수 있었다.
채플린은 노르만 영화감독이 감독한 두 편의 영화에 출연하였다. 채플린은 여성이 감독하는 영화를 한다는 것을 내켜하지 않았으며 자주 의견 충돌이 있었지만,결국 두 편의 영화를 완성하였다. 이 초기 영화 두편은 이후 채플린의 영화와는 매우 다른 모습을 하게 되었다. 맥 세넷은 채플린의 연기를 탐탁하지 않게 생각했고 이번에는 노르만이 뭐라고 하든 채플린을 해고하리라 결심하였다. 그러나 영화가 큰 성공을 거두자 채플린은 매우 유명해졌다.

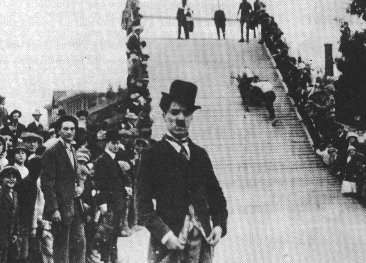
1914년 채플린의 두 번째 영화 《베니스의 어린이 자동차 경주》

채플린은 맥 세넷의 키스톤에서 영화 배우를 시작하였다. 그는 초기 영화에서 좌충우돌하는 캐릭터를 창조하였고 영화 제작을 매우 빨리 배웠다. 채플린이 24세이던 1914년 제작된 두 번째 영화 《베니스의 어린이 자동차 경주》에서 채플린은 이미 전형적인 그의 캐릭터를 만들었다. 바로 이어져 제작된 영화 《마벨의 이상한 재난》(영어: Mabel's Strange Predicament, 1914년 2월 9일)에서 맥 세넷은 "코미디 다운 영화"를 주문하였고 채플린은 둥근 챙모자에 꽉끼는 웃도리와 헐렁한 바지를 입고 짧은 지팡이를 든 그의 전형적 모습을 선보였다. 채플린은 훗날 자서전에서 당시의 상황을 이렇게 회고하였다.
| “ | 난 정말이지 뭘 어떻게 해야 코미디 답게 보일 수 있을지 몰랐다. 어찌되었든 지난 번 영화 《살리기》 같은 모양새여서는 안 될 것이기에 모든 것을 한 번 뒤집어 보기로 했다. 작은 모자에 꽉끼는 웃도리를 입고 헐렁한 바지를 준비했다. 거기에 큼직한 구두를 신고 맥 세넷에게 보여주었다. 세넷은 좀 더 나이든 모습이었으면 좋겠다고 했고 나는 작은 콧수염을 붙였다. 콧수염은 내 원래의 표정을 바꾸지 않고 나이들어 보이기 위한 방편이었다. 난 이 캐릭터로 어찌해야 할지 몰랐다. 그러나 막상 분장을 마치자 나는 그 캐릭터가 되었고 이해하게 되었다. 내가 무대에 오르자 캐릭터가 완전히 태어나게 되었다. | ” |
|   | — 찰리 채플린, 1964년 |   |

당시 둥근챙의 더비 모자와 바지는 채플린의 장인이었던 희극 배우 "뚱보" 알버클의 것이었다. 거기에 동료 희극배우 채스터 콘킨이 꽉끼는 웃옷을 구해주었고 14 싸이즈의 구두는 동료 희극 배우인 포드 스텔링이 준 것이었다. 채플린은 구두의 좌우를 바꾸어 신었다. 콧수염은 희극 배우 맥 스웨인의 머리카락을 잘라 붙였다. 채플린이 스스로 구한 것은 작달막한 지팡이뿐이었다.
키스톤에서 활동하던 초기 채플린의 작품은 과장된 제스처와 슬랩스틱 코미디가 주를 이루었다. 채플린의 판토마임은 이전의 키스톤 작품보다 더욱 섬세하였다. 키스톤의 핵심은 보여주는 개그였고 이를 위해서라면 등장 인물을 짖밟고 차는 장면도 서슴없이 집어넣었다. 비평가들은 이 새로운 코미디가 저속하다고 평했지만 대중들은 열광하였다. 대중의 인기를 얻자 채플린이란 이름은 곧바로 영화의 전면에 등장하였다. 1914년 채플린은 《틸리의 구멍난 로맨스》를 비롯한 34편의 단편 영화에 출연하였다.

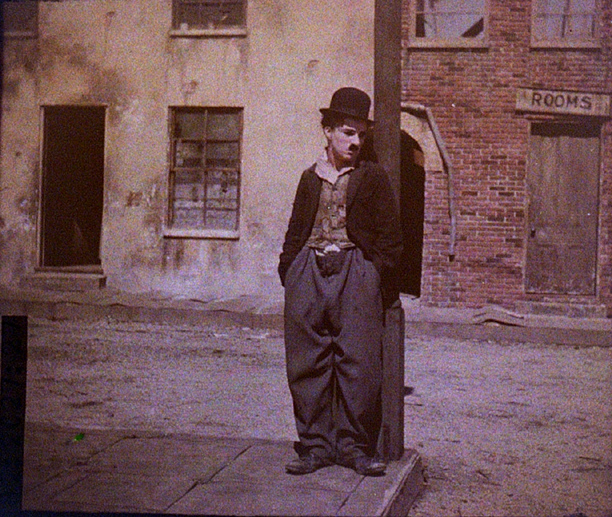
꽉끼는 웃옷과 헐렁한 바지는 채플린의 대표적인 상징이었다.

채플린의 캐릭터는 "방랑자"(영어: The tramp)라는 이름으로 널리 알려졌다. 채플린은 꽉낀 웃옷과 헐렁한 바지로 유랑민의 모습과 함께 신사적인 면모를 표현하였다. 채플린의 영화는 무성 영화였기에 언어의 차이와 관계없이 누구나 공감할 수 있었다. 당시 미국에는 세계 각지에서 온 이민자들이 있었고 런던에서 온 이민자였던 찰리 채플린에 열광하였다.

### 뮤츄얼 필름시절
1916년 뮤추얼 필름은 채플린에게 12개의 영화를 제작할 것을 요청하면서 67만 달러를 지급하였다. 채플린은 이후 18개월에 걸쳐 12개의 영화들을 만들었다. 이때 만들어진 작품 가운데 《손쉬운 길》(Easy Street), 《어느날 오전》(One AM), 《전당포》(The Pawnshop), 《모험가》(The Adventurer) 같은 영화들이 널리 알려져 있다. 이 영화들에서 여성 주인공은 에드나 퍼바이언스가 연기하였고 이 외에 에릭 캠벨, 핸리 버그, 앨버트 오스틴과 같은 배우들이 출연하였다. 그의 영화들은 크게 성공하였으며 채플린은 미국의 대표적인 배우로 떠올랐다. 제1차 세계 대전에 미국이 참전하게 되자 채플린은 미국정부가 발행한 전쟁 채권인 자유 채권의 대변인으로 활동하였다.
1918년 이후 채플린은 독자적인 영화 회사를 창립하였다. 그러나 키스톤, 에사나이, 뮤추얼 시기의 영화들은 이름을 바꾸고 재편집 되면서 끊임없이 재상영되었다. 훨씬 이후의 시기인 홈 비디오 시장이 만들어진 때에도 채플린의 영화들은 비디오로 다시 제작되어 팔려나갔다. 심지어 에사나이는 채플린의 옛 영화들을 잘라모아 채플린의 새영화로 판매하였다가 처벌되기도 하였다. 1933년에는 뮤추얼 시기의 12편의 영화에 음성을 입혀 다시 상영되었다.

### 퍼스트 내셔널 픽처스시절

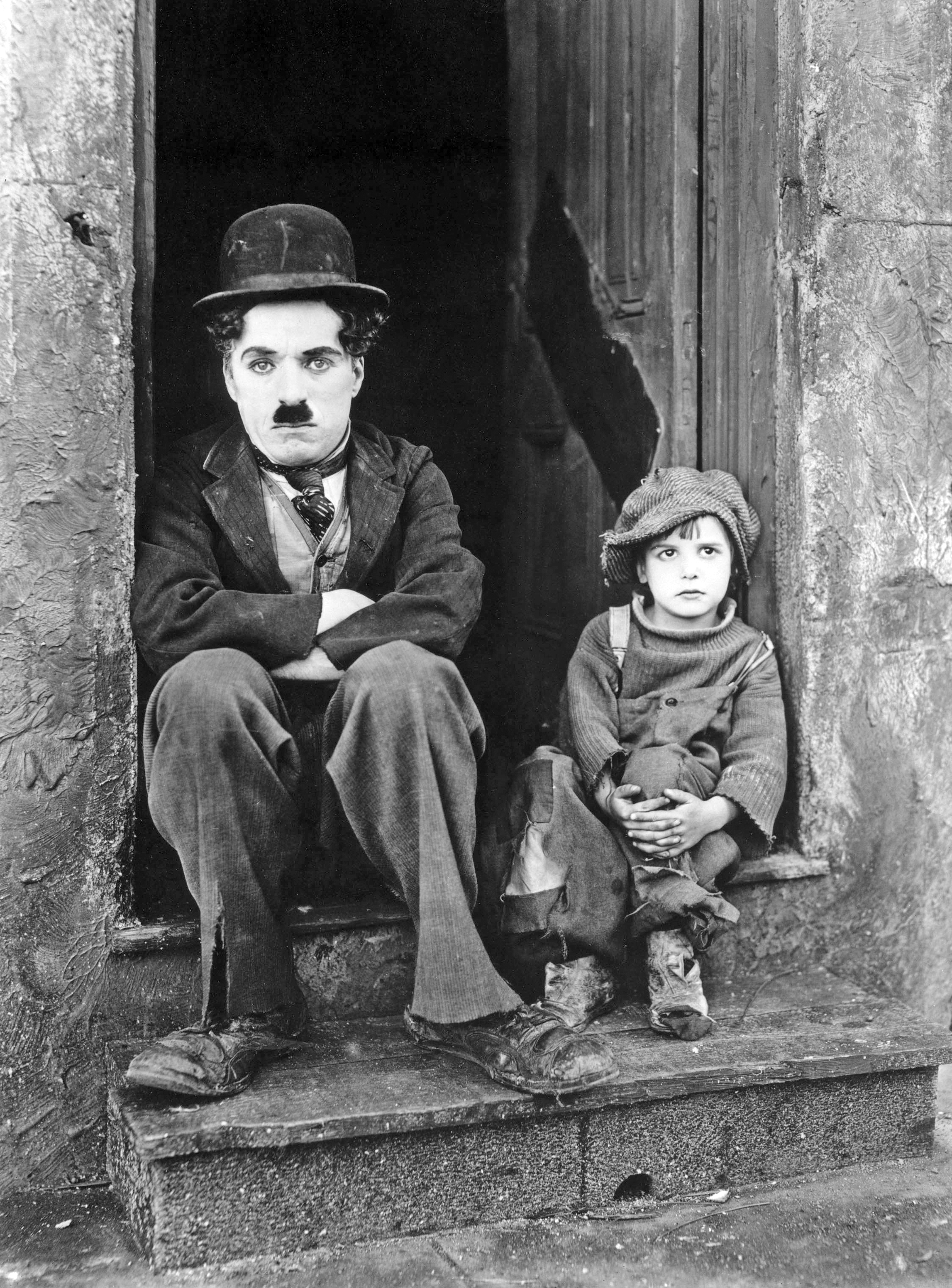
《키드》(1921년 작품)

뮤츄얼 필름과의 계약이 끝나자 채플린은 퍼스트 내셔널 픽처스와 8편의 영화 제작을 갖고 계약을 하게 되었다. 이후 1918년에 제작된 《개의 생활》, 《어깨총》은 사회 풍자로 성공을 거두게 된다. 특히 《어깨총》은 제1차 세계 대전을 가지고 풍자를 다루었기 때문에 군인들에게 인기가 많았다.
이러면서 1918년에 밀드레드 헤이스와 결혼한 채플린은 점점더 그와 관계가 멀어져 갔으며, 채플린은 더더욱 상상력이 고갈되어 갔다.
1919년에 《서니사이드》, 《즐거운 하루》의 촬영을 끝맺힌 채플린은 《집 없는 아이》의 촬영을 시작하면서 재키 쿠건을 만나게 된다. 재키 쿠건을 이끄면서 촬영되는 영화는 《키드》로 이름을 바꾸게 된다. 영화는 성공을 거두게 되며 채플린은 드디어 명장 반열에 오르게 된다. 《키드》는 채플린 최초의 장편 영화로 평가된다.
이후에도 채플린은 《유한 계급》, 《봉급날》, 《순례자》을 제작하면서 8개를 채우게 된 채플린은 퍼스트 내셔널을 나오게 된다.

### 유나이티드 아티스츠시절

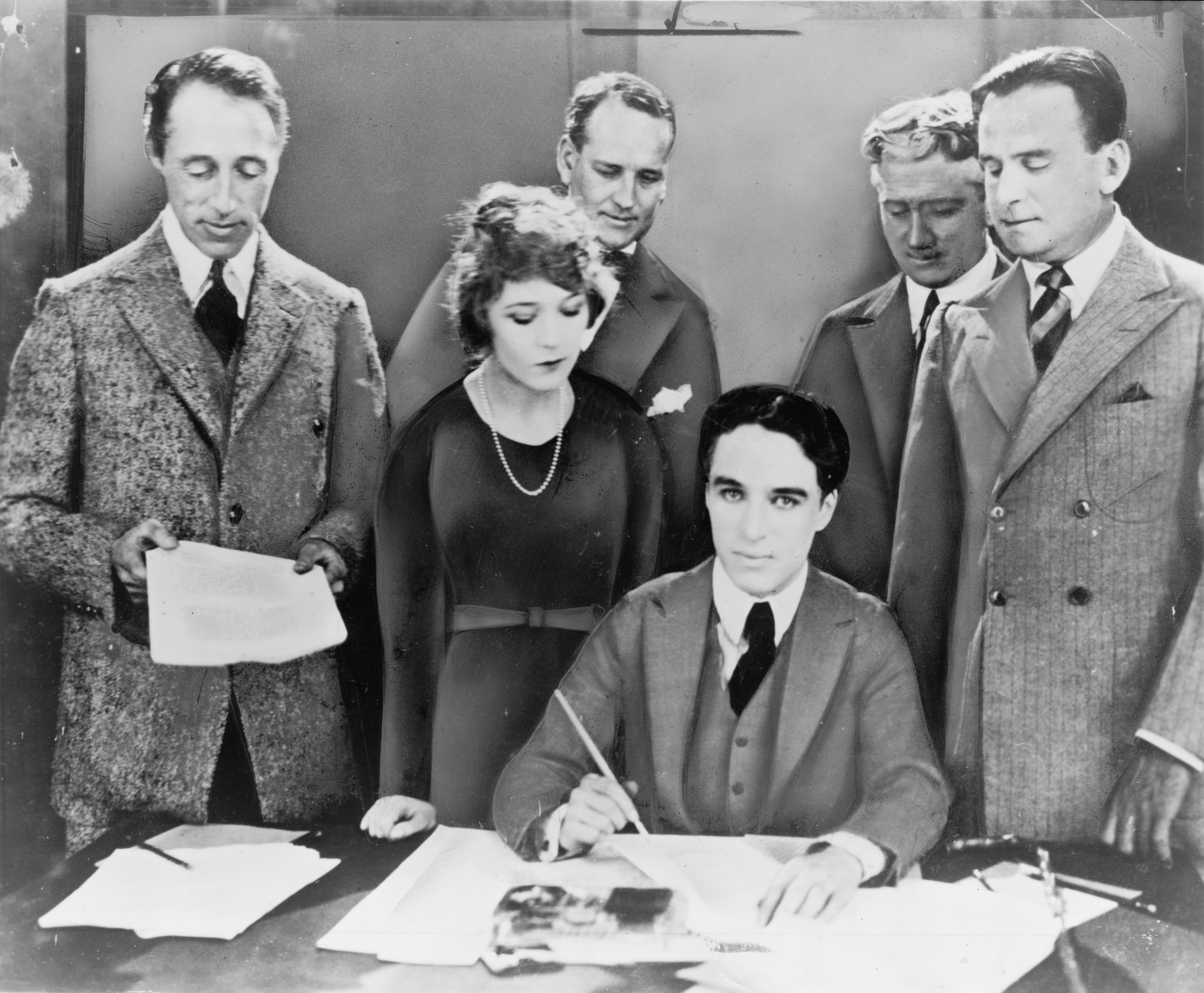
유나이티드 아티스츠 창립 모습

1919년에 D. W. 그리피스, 더글러스 페어뱅크스, 메리 픽퍼드와 채플린은 유나이티드 아티스츠를 설립하게 된다. 이들은 영화 제작자들과 스튜디오의 횡포를 막기 위해 독립 영화를 지원하고 배급하는 영화를 설립하였다고 주장하였다.
채플린은 바로 유나이티드 아티스츠에서 영화를 제작하지 않고 퍼스트 내셔널과의 계약이 끝나고 난 1923년에 《파리의 여인》를 제작하게 된다. 《파리의 여인》은 예술적으로는 큰 성공을 거두었지만 흥행에 실패하였다. 영화에 나온 아돌프 멘주는 대스타가 되었지만 계속 배우를 맡았던 에드나 퍼바이언스는 이후 영화에 나오지 않았다.

#### 《황금광시대》와 《시티 라이트》
채플린은 우연히 한 영화를 보고 아이디어가 떠올라 1925년에 《황금광시대》를 제작한다. 이 영화를 제작하는 도중에 채플린은 리타 글레이와 재혼해 찰스 채플린, 시드니 채플린 두 아들을 낳았다. 그리고 이 영화가 개봉되자 큰 인기를 끌어 유나이티드 아티스츠의 적자가 해소되었다.
1926년부터 유성 영화가 인기를 끌지만 채플린은 이를 거부하고 1931년 무성 영화 《시티 라이트》를 제작해 개봉한다. 놀랍게도 대성공이었다. 채플린은 《시티 라이트》의 개봉을 위해 피카소, 아인슈타인, 간디, 처칠 등 여러 부류의 인사들과 만나고 수개월 동안 여행을 하며 보냈다.

#### 《모던 타임스》
수개월 동안 방황 하던 중 폴레트와 만나 1933년에 배 위에서 비밀 결혼을 했다. 그리고 1936년 《모던 타임스》를 제작해 개봉했다. 처음 반응은 좋지않았다. 그리고 1937년, 영화 첫 장면이 르네 클레르 감독의 《자유를 우리에게》란 영화에 나오는 공장 장면을 도용했다며 나치의 선전 담당 괴벨스가 고소를 하였다. 하지만 받아들여지진 않았다.

#### 《위대한 독재자》와 《살인광 시대》
채플린은 알렉산더의 말이 떠올라 1939년, 히틀러를 풍자한 영화 《위대한 독재자》 제작에 들어갔다. 하지만 협박 편지와 정치 문제로 인해 우여곡절이 많았다. 그리고 1940년에 《위대한 독재자》가 개봉되었다. 이 영화는 대다수 평론가들의 비판에도 불구하고 흥행 신기록을 세웠다. 하지만, 마지막 장면의 연설 내용으로 용공주의자로 몰리기도 하였다. 1942년에는 독일 나치에 대항해, 제2전성의 결성을 촉구하는 운동을 전개하고, 소련의 전쟁을 지원하자는 연설을 해 공산주의자로 몰리기도 하였다.
그리고 1943년, 조앤 배리(Joan Barry)라는 여성과의 스캔들에 시달렸다. 그리고 같은 연도에 우나 오닐(Oona O'Neill)과 조그만 시골 마을에서 결혼 하였다. 그러자 조앤 배리는 채플린의 아이가 있다며 친자 소송을 제기했다. 하지만 재판에서 무죄 판결을 받았다. 1944년에 장녀 제럴딘 채플린을 낳고, 2년 후인 1946년에는 아들 마이클 존 채플린을 낳았다.
1947년에는 《살인광 시대》를 개봉했다. 그러나 베르두의 살인 유희를 통한 사회 비판과 풍자로 반미주의자, 공산주의자로 몰리게 되었다.

### 매카시즘의 광풍과 《라임라이트》
1914년부터 1953년까지 채플린의 미국 생활은 성공의 연속이었다. 그러나 광신적인 반공주의를 뜻하는 매카시즘의 광풍이 시작되자 채플린 역시 이를 비켜가지 못했다. 채플린은 반미활동조사위원회에 공산주의자라는 혐의로 소환되었다. FBI의 존 에드거 후버는 채플린의 혐의를 조사한다는 명목으로 전쟁 중 언행을 샅샅히 뒤져 문제삼았다.
1952년 채플린은 《라임라이트》를 홍보하기 위해 영국으로 갔다. 후버는 이 때에 맞춰 미국 이민심사국에 채플린의 귀국을 거절해 줄 것을 요청하였다. 결국 이 요청으로 인해 채플린은 미국으로 돌아갈 수 없게 되었다. 그는 이 결정에 대해 다음과 같이 평했다.
| “ | 전쟁 이후 이런 선동이 횡행하는 것을 본적이 없다. 그들은 미국 황색언론의 선동을 근거로 나에 대한 중상모략을 일삼고 있다. 이런 상황에서는 더 이상 미국에서 영화를 만들 수는 없다. 나는 미국 영주권을 포기한다. | ” |
|   | — 채플린, 1953년 |   |

채플린은 스위스 브베에 정착하였다. 이후 채플린이 미국에 입국한 것은 1972년 아카데미 명예상을 받기 위한 방문이 유일하다.

### 채플린의 말년

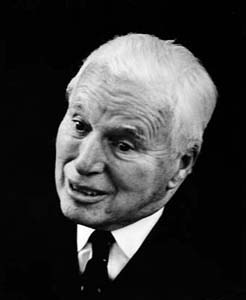
말년의 채플린

채플린은 미국에서 쫓겨났지만 포기하지 않았다. 1957년에 개봉된 《뉴욕의 왕》에서 채플린은 마지막으로 주연을 맡았다. 이 영화는 매카시즘과 자본주의 사회의 미국을 비판하였지만 평판이 좋지 않았다. 거기에 대해서 채플린은 시사회에서 이렇게 답했다.
| “ | 이 영화는 정치적이지 않다. 이 영화는 풍자 영화이며 내 영화 중에 가장 반체제적인 영화이다. | ” |

1962년, 옥스퍼드 대학교에서 명예 문학 박사 학위를 받는다.
채플린의 마지막 영화는 1967년에 유니버설 스튜디오에서 배급한 《홍콩에서 온 백작부인》을 개봉한다. 이 영화에 소피아 로렌과 말론 브란도가 출연하였다. 그러나 이 영화는 흥행에 참패하게 되었고 이 영화는 채플린이 참여하고 개봉한 마지막 영화가 되었다.
채플린은 흐루쇼프, 네루 등 세게 정치 지도자들과 만나고 1954년, 국제 평화상을 받았다.
채플린은 1972년에 아카데미상 시상식에서 공로상을 받게되고 1973년에 《라임라이트》에 대한 음악상도 받게 된다. 채플린은 1977년 12월 25일에 88세의 나이로 사망하였다. 그가 사망한 직후 불경스러운 강도들이 채플린의 관을 훔쳐 돈을 요구하였으나 결국은 그냥 관을 놓고 달아났다.
1989년에 미국 영화 연구소는 100명의 스타들 중에 남자 배우로 채플린을 10위로 올려 놓았다.

## 정치 성향
채플린이 사회에 관련한 영화를 만들기 시작한 것은 1916년 제작하기로 한 《삶》이란 영화였다. 그러나 채플린은 이 영화를 포기하게 되었다. 이후 이 영화를 찍으면서 나온 장면들은 《경찰》에 쓰이게 되었다.
이후 제1차 세계 대전이 벌어지자 채플린은 미국을 지지하였다. 그는 퍼스트 내셔널 픽처스에서 《동맹》을 제작하게 된다. 이 영화는 독일로부터 미국을 보호해야 한다는 정치 영화였다. 그러나 같은 해에 개봉한 《어깨총》에서 채플린은 전쟁을 비판하였다. 이후 단순한 희극적 영화만을 제작하던 채플린은 《키드》에서 가난한 시민들의 삶을 그려냈으며 《유한 계급》에서는 부자들을 비판하였으며 《순례자》에서는 맹목적인 종교인들을 비판하였다.
1923년, 유나이티드 아티스츠로 가자 채플린은 《파리의 여인》에서 부르주아를 비판하면서 채플린 특유의 사회적 영화를 제작하기 시작하였다. 1925년 제작된 《황금광시대》에서는 비극적인 결말을 내려고 했으나 상업계와 타협을 하여 해피엔딩으로 끝났지만 채플린은 여전히 사회 비판 영화들을 제작하였다.
1936년에 제작된 《모던 타임스》에서 채플린은 그의 영화 중에서 가장 비판적인 영화를 제작하였다. 이 영화는 자본가, 컨베이어 벨트, 경찰, 파업, 마약, 정부를 비판하였다. 특히 영화 중간에 채플린이 트럭에서 떨어져 나온 빨간 깃발을 주려다가 공산주의자로 몰려 잡혀간다는 것은 큰 충격을 주었다. 독일과 오스트리아에서는 이 장면을 없앤 후 상영하게 하였다. 한편 월트 디즈니는 보수주의자였지만 모던 타임스의 공장 장면에 깊은 감명을 받아 1942년에 제작된 도날드 덕이 나온 단편 애니메이션 《총통의 얼굴》에서 공장 장면을 패러디하였다.

위대한 독재자에서의 쌍십자가

이후 1940년에는 《위대한 독재자》를 제작하게 되었다. 이 영화에서 채플린은 아돌프 히틀러의 나치 독일을 비판하였다. 채플린은 이 영화에서 나치를 쌍십자당으로 히틀러를 힝켈로 패러디하여 비판하였다. 본인이 아돌프 히틀러와 1889년 생 동갑내기에 생일은 4일 빠르며 얼굴도 닮았고 체격도 비슷한 것을 이용해서 1인 2역으로 히틀러를 패러디한 독재자 힝켈과, 그 힝켈을 닮은 유대인 이발사로 1인 2역을 담당했다.
1947년 제작된 《무슈 베르두》에서는 자본주의를 비판하였다. 채플린은 그 전부터 FBI에서 조사를 받기 시작했다. 이 영화의 개봉으로 인하여 채플린은 매카시즘의 피해자가 되어 공산주의자란 소리를 들으며 미국에서 쫓겨나게 되었다.
이를 통해 채플린이 살아온 삶은 평화주의자이자 자본주의를 비판한 사회주의자인것을 알 수 있다. 채플린은 끝내 자신의 정치 성향을 바꾸지 않았다. 따라서 채플린은 1950년대에 여러모로 힘들게 살았지만, 자신의 사회주의 사상을 지켰기 때문에 영화인들로부터 존중받았다. 채플린이 미국에 입국한 것은 1972년 아카데미 명예상을 받기 위한 방문이었는데, 영화인들이 시상식장에서 채플린을 뜨거운 박수로써 환대했다.

## 채플린과 사람

### 채플린과 관계를 맺었던 여성

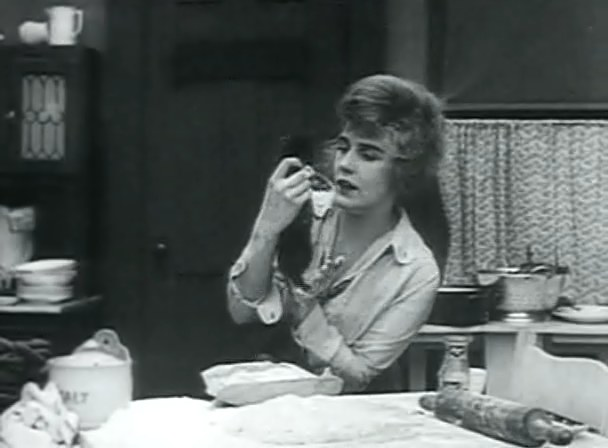
에드나 퍼바이언스

- 파울레트 가다드(Paulette(영국식 폴렛) Goddard,1910,6,3~1990,4,23)

찰리 채플린의 회고록을 보면 채플린은 파울레트를 '자신이 아무 걱정없이 사랑할 수 있었던 유일한 여자'라는 말로 파울레드에 대한 두터운 신뢰를 밝혔다. 1932년 찰리 채플린의 구애로 결혼한다. 1942년 희곡 작가 유진 오닐의 딸 유나 오닐Oona O'Neill과 결혼한 찰리 채플린은 파울레트와 이혼한다
- 헤티 켈리: 헤티 켈리는 채플린이 프레드 카노의 극단에서 일하던 1908년[20]에 만난 여성이다. 그들의 관계는 별로 오래 가지 못하였는데 헤티 켈리의 어머니가 둘의 사랑을 금지했기 때문이다. 켈리는 1918년에 스페인 독감으로 사망하였다.

- 에드나 퍼바이언스: 에드나 퍼바이언스는 채플린과 함께 일했던 배우였다. 그녀는 처음에 비서로 일을 시작하였으며 《밤 외출》에 처음으로 등장하기 시작했다. 이후 그는 에사네이, 뮤츄얼, 그리고 퍼스트내셔널에 이르기까지 채플린의 상대 배우로 활약했으며 채플린과 연애까지 하였다.

그러나 둘이 헤어진 이후에 퍼바이언스는 술을 마시기 시작했으며 채플린은 이를 안타깝게 여겨 유나이티드 아티스츠의 《파리의 여인》에 배우로 맡기게 되나 흥행에 실패하고 만다. 이후 그는 채플린의 영화에서 《무슈 베르두》의 엑스트라로 파티 장면에 잠시 나온 외에는 등장하지 않았다.

### 채플린의 자녀

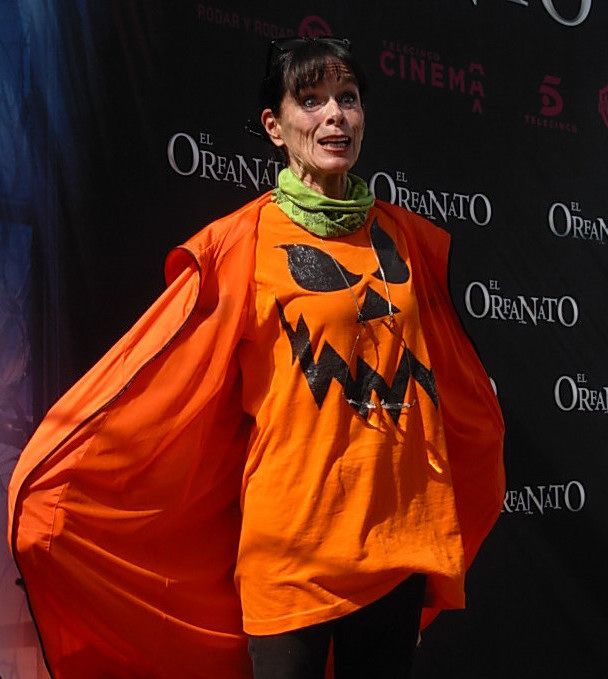
제럴딘 채플린

- 찰스 채플린 주니어: 찰스 채플린 주니어는 채플린과 리타 그레이와의 아들이다. 찰스 채플린 주니어는 1925년에 태어나 1968년에 43세의 나이로 사망하였다.

- 시드니 채플린: 시드니 채플린은 1926년에 리타 그레이에게서 태어난 아이다. 시드니는 《라임라이트》와 《홍콩에서 온 백작부인》에서도 등장하였는데 《홍콩에서 온 백작부인》촬영 중에 말론 브란도는 채플린이 그를 너무 아낀다고 비판하였다. 시드니는 2009년에 사망하였다.[21]

- 제럴딘 채플린: 제럴딘 채플린은 1944년에 우나 오닐 사이에서 태어난 채플린의 딸이다. 채플린과 우나 오닐 사이에서 태어난 첫 번째 자식으로 제럴딘 채플린은 아버지와 같이 연기 활동을 하고 있다. 그는 1965년에 《닥터 지바고》에 출연하게 되었다.

- 마이클 존 채플린: 마이클 존 채플린은 1946년에 우나 오닐 사이에서 태어난 채플린의 아들이다.

## 작품
- 《순례자》
- 《황금광시대》
- 《모던 타임스》
- 《시티 라이트》
- 《위대한 독재자》
- 《라임라이트》
- 《뉴욕의 왕》
- 《서커스》
- 《키드》

## 찰리 채플린을 연기한 배우
- 로버트 다우니 주니어 - 영화 《채플린》(1992)

## 서훈
- 1975년 대영 제국 훈장 2등급(KBE, 작위급 훈장)[22]

## 같이 보기
- 찰리 채플린의 영화 목록
- 로언 앳킨슨

## 주해
1. ↑  에드나 퍼바이언스는 이후에 《무슈 베르두》에 출연했으나 엑스트라였다.

## 참고 문헌